# تراموا اسلو
تراموا اسلو (نروژی: Trikken i Oslo) سیستم تراموا در شهر اسلو، نروژ است.
این تراموا که در سال ۱۸۷۵ تأسیس شده دارای ۶ خط، ۹۹ ایستگاه و ۱۳۱٫۴ کیلومتر طول می‌باشد.

## نگارخانه

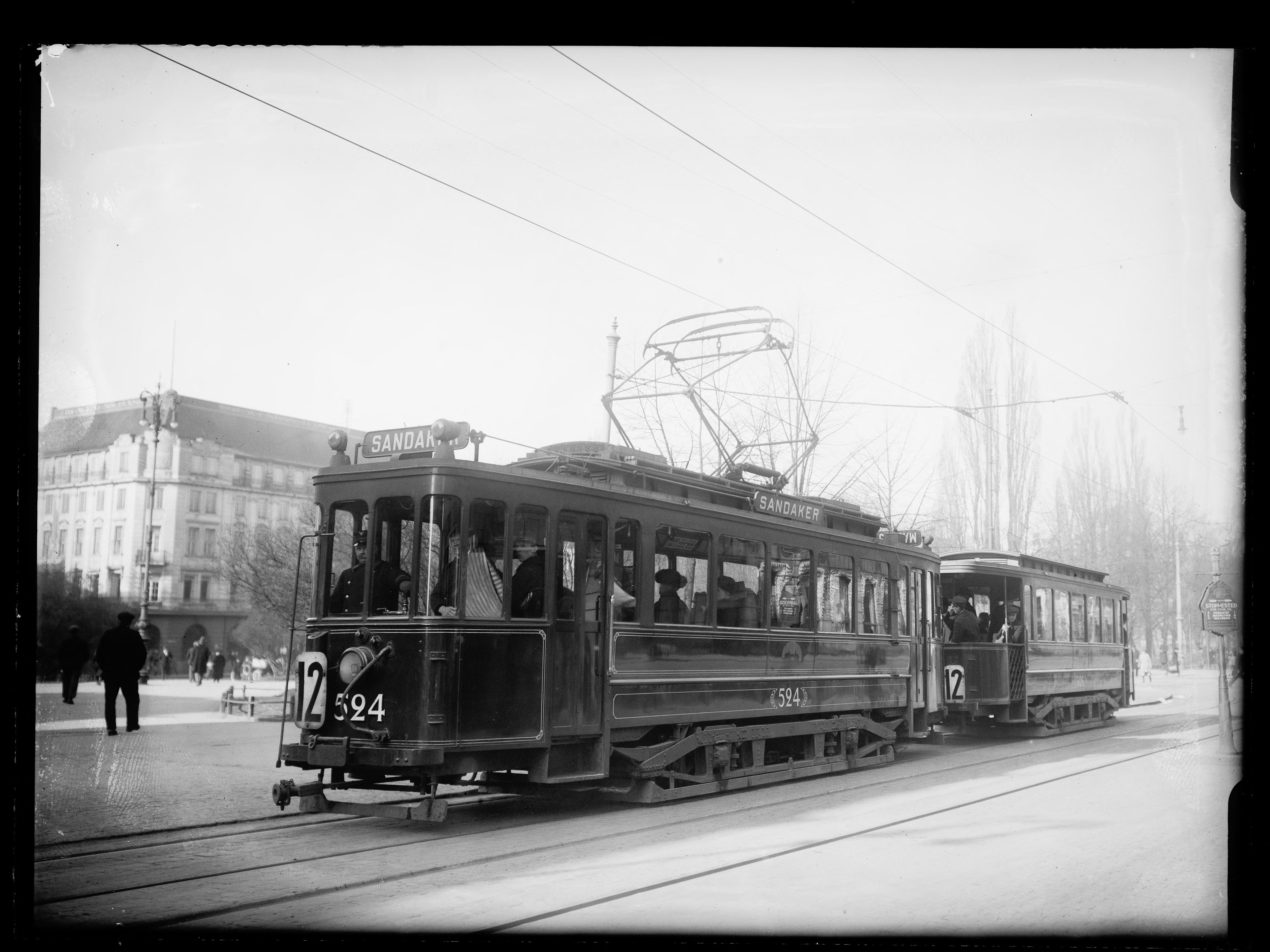
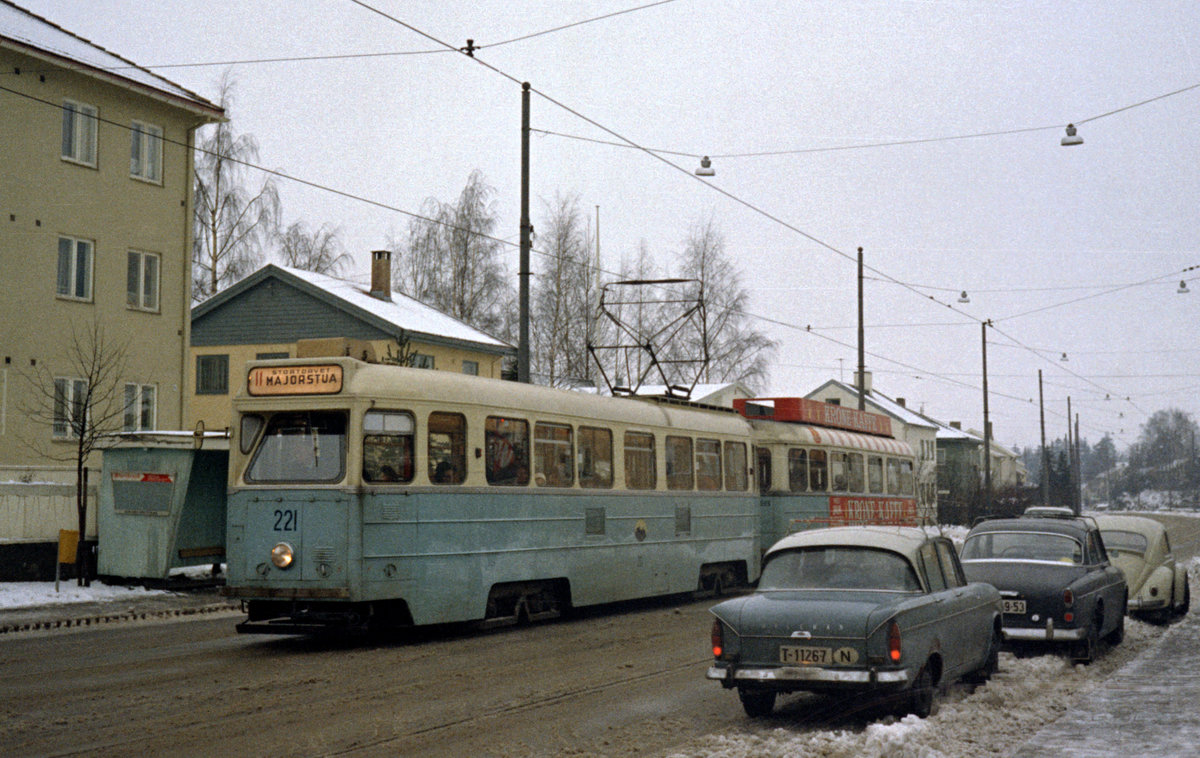
۱۹۷۱
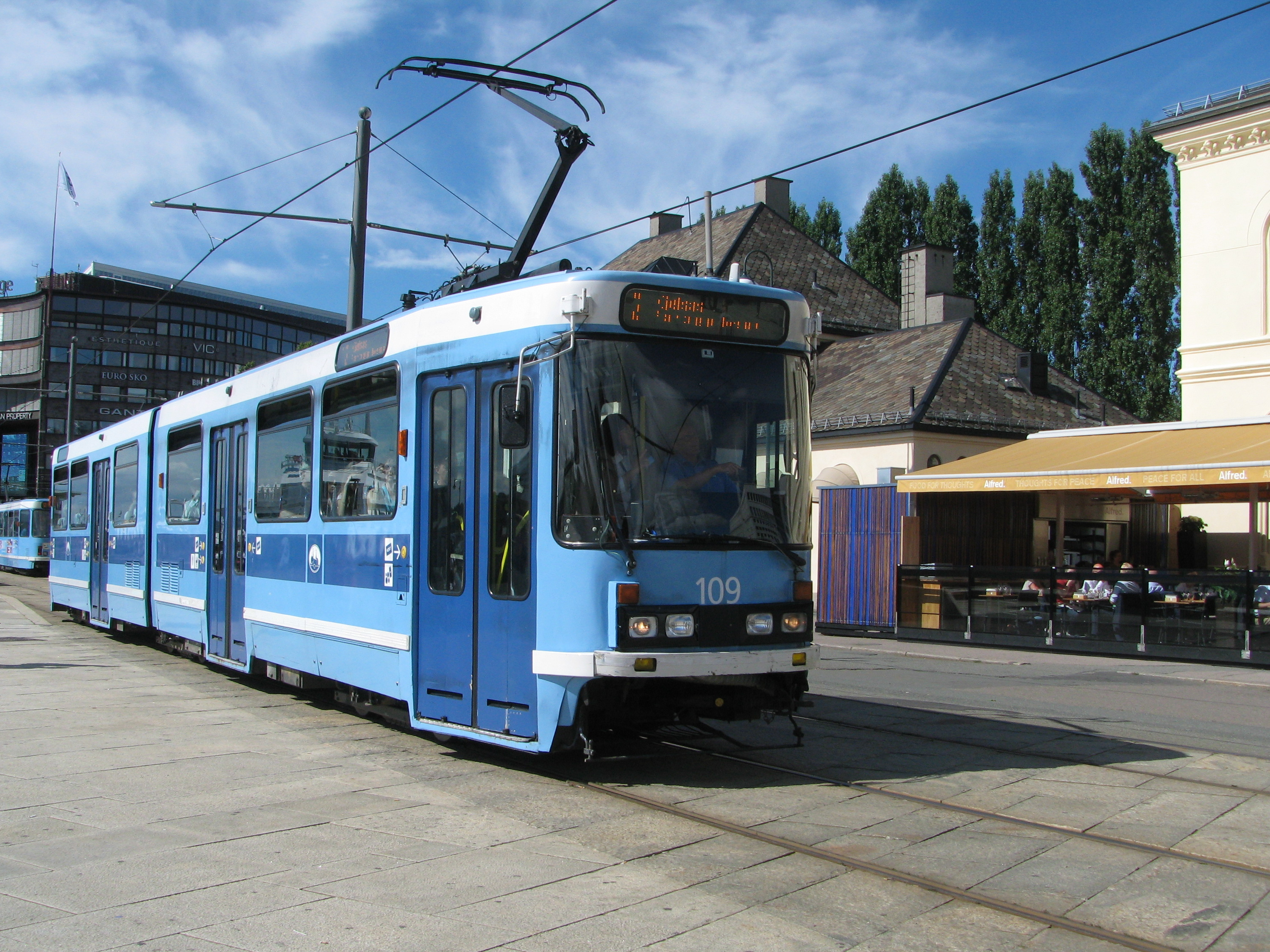
۲۰۱۰
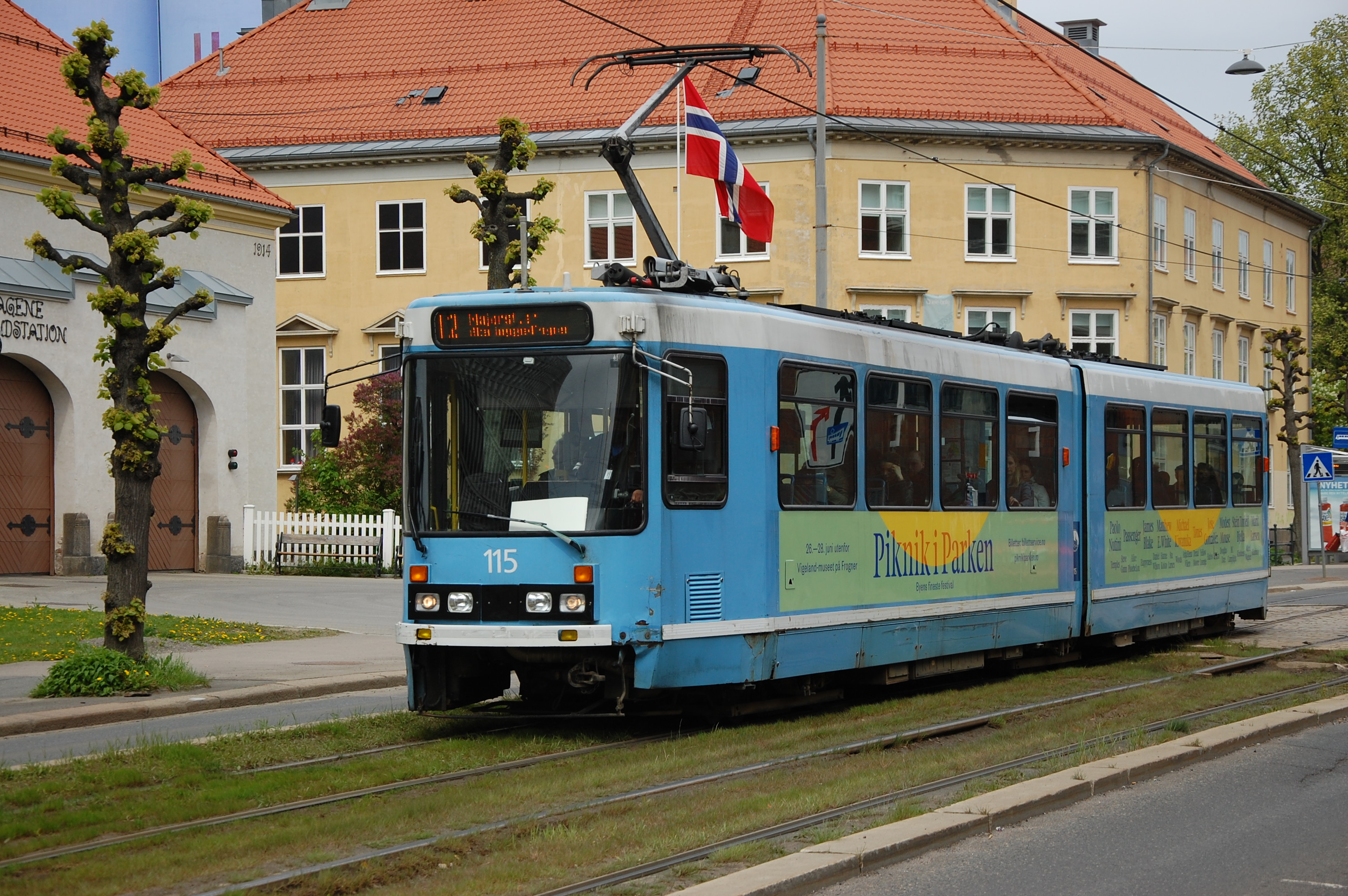
۲۰۱۵